# Batis d'ulleres ventre-roja
La batis d'ulleres ventre-roja (Platysteira concreta) és un ocell de la família dels platistèirids (Platysteiridae).

## Hàbitat i distribució
Habita el sotabosc de la selva pluvial, localment a Sierra Leone, Libèria, Costa d'Ivori, Ghana, Nigèria, Camerun, el Gabon, República del Congo, República Centreafricana, oest d'Angola, nord-est i est de la República Democràtica del Congo, oest d'Uganda, Ruanda, Burundi, oest de Kenya i extrem occidental de Tanzània.

## Taxonomia
Alguns autors consideren que en realitat es tracta de dues espècies diferents:
- Platysteira concreta (sensu stricto) - batis d'ulleres ventre-roja.
- Platysteira ansorgei (Hartert, E, 1905) - batis d'ulleres ventregroga[3]